# Condica
Condica is een geslacht van vlinders uit de familie van de Uilen (Noctuidae). De wetenschappelijke naam van dit geslacht is voor het eerst voorgesteld door Francis Walker in een publicatie uit 1856.

## Soorten
- Condica abida (Felder & Rogenhofer, 1874)
- Condica abstemia (Guenée, 1852)
- Condica albigera (Guenée, 1852)
- Condica albigeroides (Dognin, 1897)
- Condica albigutta (Wileman, 1912)
- Condica albistriata (Hampson, 1910)
- Condica albolabes (Grote, 1880)
- Condica albomaculata (Moore, 1867)
- Condica andrena (Smith, 1911)
- Condica aroana (Bethune-Baker, 1906)
- Condica atricuprea (Hampson, 1908)
- Condica atricupreoides (Draeseke, 1928)
- Condica autophiloides Hacker, 2011
- Condica begallo (Barnes, 1905)
- Condica capensis (Guenée, 1852)
- Condica carcoma (Dognin, 1897)
- Condica caustimargo (Dyar, 1922)
- Condica cenola (Schaus, 1906)
- Condica charada (Schaus, 1906)
- Condica chiuna (Schaus, 1933)
- Condica cinifacta (Draudt, 1950)
- Condica circuita (Guenée, 1852)
- Condica claufacta (Walker, 1857)
- Condica concisa (Walker, 1856)
- Condica conducta (Walker, 1857)
- Condica confederata (Grote, 1874)
- Condica confluens (Hampson, 1908)
- Condica consaepta (Draudt, 1925)
- Condica cupentia (Cramer, 1779)
- Condica cyclicoides (Draudt, 1950)
- Condica dentistrigata (Walker, 1865)
- Condica discistriga (Smith, 1894)
- Condica dolorosa (Walker, 1865)
- Condica egestis (Smith, 1894)
- Condica enigmatica (Turati & Krüger, 1936)
- Condica fuliginosa (Leech, 1900)
- Condica funerea (Schaus, 1911)
- Condica griseirena (Hampson, 1908)
- Condica gurrha (Dyar, 1924)
- Condica hypocritica (Dyar, 1907)
- Condica illecta (Walker, 1865)
- Condica illustrata (Staudinger, 1888)
- Condica imitata (Druce, 1891)
- Condica inquieta (Walker, 1858)
- Condica leucoptya (Dognin, 1907)
- Condica leucorena (Smith, 1900)
- Condica luxuriosa (Dyar, 1926)
- Condica mersa (Morrison, 1875)
- Condica micragalla (Hampson, 1911)
- Condica mimica (Hampson, 1908)
- Condica mobilis (Walker, 1857)
- Condica morsa (Smith, 1907)
- Condica mustia (Dognin, 1897)
- Condica niphosticta (Hampson, 1918)
- Condica obscura (Schaus, 1898)
- Condica orta (Barnes & McDunnough, 1912)
- Condica pagetolophus (Dyar, 1907)
- Condica palaestinensis (Staudinger, 1895)
- Condica pallescens (Sugi, 1970)
- Condica paraspicea (Joannis, 1928)
- Condica parista (Schaus, 1921)
- Condica parnahyba (Schaus, 1933)
- Condica parva (Leech, 1900)
- Condica pauperata (Walker, 1858)
- Condica praesecta (Warren, 1912)
- Condica punctifera (Walker, 1856)
- Condica pyromphalus (Dyar, 1913)
- Condica roxana (Druce, 1898)
- Condica roxanoides Angulo & Olivares, 1999
- Condica rubrifusa (Druce, 1908)
- Condica ruthae (Schaus, 1923)
- Condica samula (Druce, 1898)
- Condica scherdlini (Oberthür, 1921)
- Condica selenosa (Guenée, 1852)
- Condica serva (Walker, 1858)
- Condica simulatrix (Hampson, 1908)
- Condica stelligera (Guenée, 1852)
- Condica subaurea (Guenée, 1852)
- Condica sublucens (Warren, 1912)
- Condica subluxa (Dyar, 1926)
- Condica subornata (Walker, 1865)
- Condica sufficiens (Walker, 1858)
- Condica sutor (Guenée, 1852)
- Condica sutrix (Dyar, 1913)
- Condica temecula (Barnes, 1905)
- Condica tetera (Walker, 1858)
- Condica tibetica (Draudt, 1950)
- Condica vacillans (Walker, 1858)
- Condica vecors (Guenée, 1852)
- Condica videns (Guenée, 1852)
- Condica violascens (Hampson, 1914)
- Condica viscosa (Freyer, 1831)